# Ossë
En les obres de J.R.R. Tolkien, Ossë (del valarin Ošošai, Oššai) és un maia associat amb Ulmo. La seva esposa és la maia Uinen, i és amic de Círdan el Mestre d'Aixa. És descrit al Vàlaquenta.
Durant els primers dies d'Arda, durant els Anys dels Arbres, Ossë es va aliar amb Mélkor durant un temps, i causava terribles tempestes marítimes que arrasaven les terres costaneres. La seva esposa Uinen el va convèncer d'abandonar el vàlar rebel i tornar a ser lleial a Ulmo. Però la natura salvatge i incontrolable d'Ossë continuà, i seguia divertint-se provocant temporals.
Després que els vàlar pronunciessin la Maledicció dels Nóldor, Ossë va rebre l'encàrrec de vigilar les costes de Beleríand per tal d'impedir que els vaixells dels nóldor poguessin tornar a Vàlinor. Les seves tempestes enfonsaven tots els vaixells que intentaven creuar el Belegaer.
Ossë era amic dels síndar, els elfs que vivien a les costes de Beleríand, i per ells era tant respectat com els mateixos vàlar. Més tard els númenoreans també gaudirien de la seva protecció.
En les primeres versions de El Silmaríl·lion, Ossë és un vala més, sovint oposat a la voluntat d'Ulmo.